# Sultan al-Din bin Bajad
Sulṭān al-Dīn bin Bajād Ḥumayd al-ʿUtaybī, noto come  Sulṭān al-ʿOtaybī (in arabo سلطان الدين ﺑﻦ بجاد حميد العتيبي‎?; Najd, 1890 – al-Artawiyya, 1931), è stato un generale saudita ed Emiro della tribù 'Utaybah, uno dei capi della fratellanza araba degli Ikhwān.

## Biografia
La sua fama è dovuta alla sua militanza nel movimento degli Ikhwān che diede vita allo Stato dell'Arabia Saudita. Questo movimento fu di fatto l'esercito irregolare che sostenne il re ʿAbd al-ʿAzīz b. Saʿūd (Ibn Saʿūd) nella unificazione dei regni del Hijaz con il Sultanato del Najd e nella costituzione del regno dell'Arabia Saudita fra il 1910 ed il 1927. Assieme al suo collega ed amico Faysal al-Duwish al-Muṭayrī, guidò le forze tribali arabe nell'occupazione di al-Hufūf, al-Qatif, Ha'il, al-Jawf, 'Asir, La Mecca e Medina. Era analfabeta e molto religioso e credeva fortemente nei principi del fondamentalismo wahhabita. Combatté i nemici del re saudita, infedeli e miscredenti.
Dopo l'occupazione del Regno hascemita del Hijaz, re ʿAbd al-ʿAzīz b. Saʿūd e molti dei capi degli Ikhwān divennero nemici e la questione diede origine alla Rivolta Ikhwan che comportò sanguinosi scontri. Il contrasto nacque in seguito al fatto che ʿAbd al-ʿAzīz voleva bloccare le incursioni fuori dall'Arabia da parte degli Ikhwān e voleva concentrarsi sulla costruzione delle fondamenta di uno Stato moderno. Sulṭān al-Dīn b. Bajād e i suoi associati (cioè Fayṣal al-Duwīsh, capo della tribù dei Muṭayr) consideravano questa sua decisione come una sconfessione dei precetti dell'Islam e decisero di sfidare gli accordi raggiunti da Ibn Saʿūd con il Regno Unito, che prevedevano il rispetto degli Stati confinanti. Ibn Bajād entrò in aperta ribellione contro le forze di Ibn Saʿūd e continuò a lottare anche dopo la rovinosa sconfitta degli Ikhwān nella Battaglia di Sabilla. Sulṭān al-Dīn b. Bajād alla fine venne ucciso ad al-Arṭāwiyya nel 1931.